# Streptochaeta
Tribu
Genre
Streptochaeta est un genre de plantes monocotylédones de la famille des Poaceae, sous-famille des Anomochlooideae, originaire d'Amérique centrale et d'Amérique du Sud.
C'est l'unique genre de la tribu des Streptochaeteae.

## Liste d'espèces
Selon World Checklist of Selected Plant Families (WCSP) (31 août 2016) :
- Streptochaeta angustifolia Soderstr. (1981)
- Streptochaeta sodiroana Hack. (1890)
- Streptochaeta spicata Schrad. ex Nees (1829)